# Socialismo de mercado
El socialismo de mercado, también llamado socialismo con mercancía, es un término marxista usado para describir a distintos modelos económicos corporativistas con control obrero de la producción que en mayor o menor medida confían en los mecanismos de mercado para la construcción del socialismo científico.
Muchos de estos modelos apoyan la idea de un socialismo con empresas socializadas autónomas tomando decisiones sobre qué, cuánto y cómo producir a través de la información dispersa brindada por el sistema de precios lo cual permitiría un cálculo económico racional. Algunas de estas corrientes defienden que el mercado no debe ser confundido con capitalismo. De igual manera, dentro de los distintos modelos de socialismo de mercado, algunos hacen mayor o menor énfasis en la compatibilidad de la planificación económica deliberada (centralizada o descentralizada) con el mercado. Igualmente algunos de los socialistas no marxistas son defensores radicales del libre mercado por lo que defienden el socialismo de mercado no como un medio sino como un fin, en cambio, los socialistas marxistas (o sea, los comunistas) que defienden el socialismo de mercado lo defienden no como un fin sino como una etapa transicional encaminada finalmente al comunismo.
Por otra parte, también se usa el término para referirse a algunos tipos de capitalismo de Estado «necesarios» para la consolidación plena del socialismo.
La expresión «socialismo de mercado» es un término amplio, que incluye modelos diferentes, como la «economía de mercado socialista» o la «economía de mercado orientada al socialismo», que corresponden específicamente a los sistemas económicos de China y de Vietnam respectivamente, el «Nuevo Mecanismo Económico» de Laos, entre otros modelos que vinculan al socialismo con el mercado.

## Desarrollo teórico

### Prefacios
De acuerdo con Dimitris Milonakis, a pesar de que el origen del término como tal se encuentra en los debates sobre el cálculo económico en el socialismo en la década de los 20 y de los 30 del siglo XX entre austriacos y marxistas, su idea básica (la combinación del mercado con las aspiraciones del socialismo) se remontan a los orígenes del propio socialismo. Entre los defensores tempranos de algún tipo de socialismo de mercado están Thomas Hodgskin con su propuesta del libre mercado anticapitalista dentro del socialismo ricardiano, la filosofía del mutualismo del socialista libertario Pierre-Joseph Proudhon y la defensa del filósofo liberal clásico John Stuart Mill sobre un socialismo descentralizado o «cooperativo».

### Socialdemocracia moderna
Aunque en sus orígenes la socialdemocracia era una ideología muy ligada al marxismo que buscaba alcanzar el socialismo evolutivo a través de reformas legislativas, con el tiempo fue aceptando en mayor medida los mecanismos de mercado pero también limitándose con mantener un capitalismo reformado dentro del marco de una economía mixta con programas estatales de bienestar social. No obstante, todavía existen socialdemócratas que defienden el objetivo de concretar el socialismo y que incluso confían en distintos grados en los mecanismos de mercado.

### Socialismo democrático
El socialismo democrático es una filosofía política muy variada pero que mantiene a la democracia como pilar fundamental común para un desarrollo no autoritario del socialismo. El socialismo democrático puede defender políticas tanto revolucionarias como reformistas. Algunos esquemas apoyan propuestas como el socialismo de mercado, la economía participativa o la economía planificada.

### Marxismo

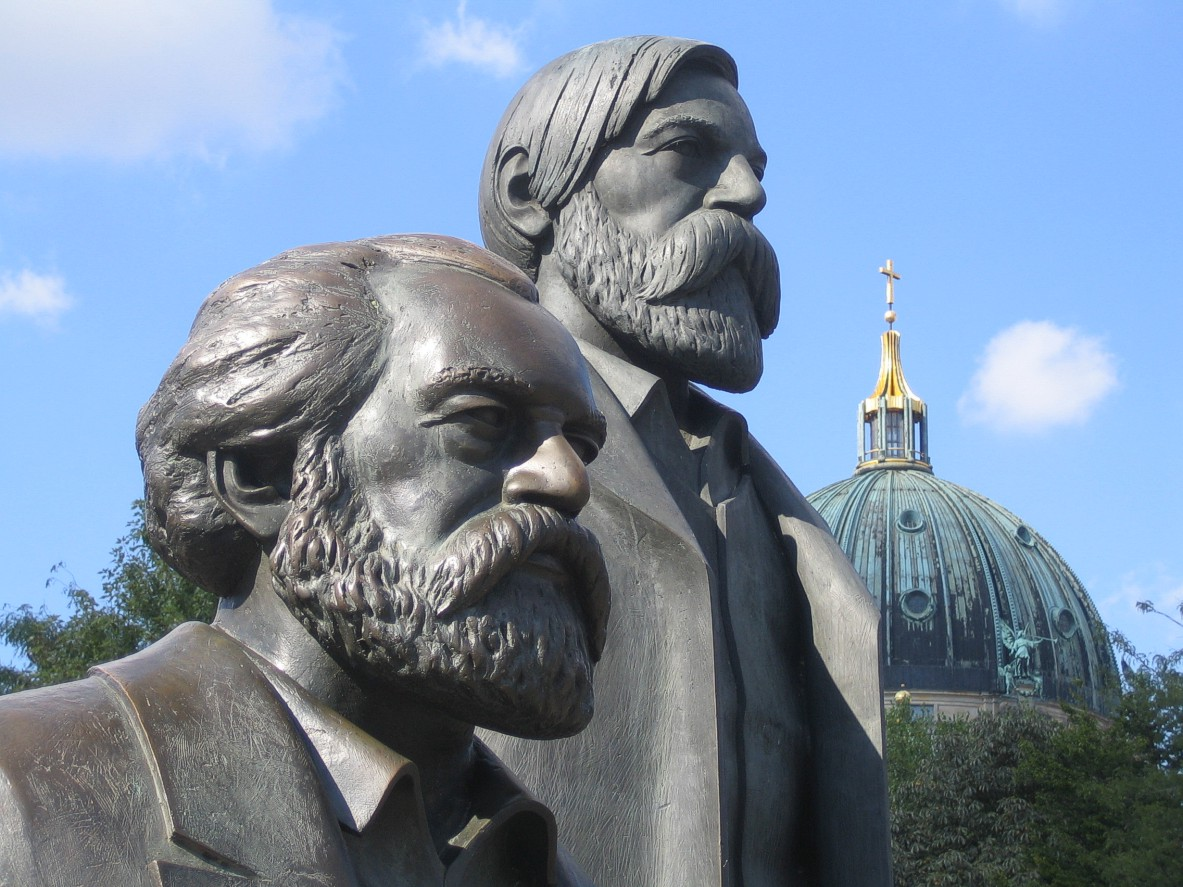
Karl Marx y Friederich Engels, fundadores del marxismo.

Aunque el marxismo plantea como objetivo final la superación del mercado (comunismo), distintos autores han descrito ciertos elementos de mercado dentro del pensamiento marxista, desde Karl Marx y Friederich Engels hasta teóricos marxistas posteriores.
Defiende el marxista Teodoro Santana Hernández que no hay que confundir mercado con capitalismo y afirma que «el conjunto de la economía planificada y de la economía de mercado libera las fuerzas productivas y acelera el desarrollo económico, condición sine qua non para el triunfo del socialismo».
Por su parte, el economista marxista argentino Rolando Astarita ataca el control de precios como una medida de colaboración de clases ya que según su criterio «sirven para desactivar los reclamos sindicales e inducir a los explotados a “cooperar”», a su vez advierte que mientras «economías se hacen más complejas, en que aumenta la interdependencia, se pone más en claro que el control tiene patas extremadamente cortas».
En este sentido, también el economista marxista venezolano Manuel Sutherland defiende la tesis de que el marxismo no defiende ni el control de precios ni el control de cambios y siguiendo el Discurso sobre el libre cambio de Marx enfatiza la defensa del libre comercio como factor que acelera la revolución social y el rechazo al proteccionismo como reaccionario y elemento retardatario de la revolución.
En palabras del mismo Marx:

Pero, en general, el sistema proteccionista es en nuestros días conservador, mientras que el sistema del libre cambio es destructor. Corroe las viejas nacionalidades y lleva al extremo el antagonismo entre la burguesía y el proletariado. En una palabra, el sistema de la libertad de comercio acelera la revolución social. Y sólo en este sentido revolucionario, yo voto, señores, a favor del libre cambio.
Karl Marx

Igualmente Friedrich Engels ataca a los «utopistas» como Johann Rodbertus por querer violar las leyes económicas como la ley del valor del sistema de precios:

En una sociedad de productores que intercambian sus mercancías, querer establecer la determinación del valor por el tiempo de trabajo, prohibiendo que la competencia realice esta determinación del valor mediante la presión sobre los precios, es decir, por el único camino por el que esto puede ser logrado, sólo significa demostrar que, al menos en este terreno, se adolece del habitual menosprecio de los utopistas por las leyes económicas.
Friedrich Engels

Sin embargo Engels afirma que la ley del valor es inherente solamente a la producción mercantil:

En una sociedad de productores que intercambian sus mercancías, la competencia pone en acción la ley del valor, inherente a la producción mercantil, instaurando así una organización y un orden de la producción social que son los únicos posibles en las circunstancias dadas.
Friedrich Engels

En este sentido Marx explicaba que dependiendo del desarrollo de las fuerzas productivas los seres humanos adquirían unas particulares relaciones de producción «necesarias e independientes de su voluntad»; y que al llegar a determinado punto entraban en contracción entre sí alterando la superestructura jurídica y política lo cual revoluciona las relaciones de propiedad y afirmaba que «jamás aparecen nuevas y más elevadas relaciones de producción antes de que las condiciones materiales para su existencia hayan madurado dentro de la propia sociedad antigua». Por otra parte, Marx indicaba que «el derecho no puede ser nunca superior a la estructura económica ni al desarrollo cultural de la sociedad por ella condicionado»; por lo tanto reconocía que mientras se avanza hacia la sociedad comunista son inevitables diversos defectos propios de la sociedad capitalista como la persistencia del derecho burgués y las leyes económicas propias de la producción mercantil.
Igualmente, Engels señalaba en Principios del comunismo que no es posible abolir inmediatamente la propiedad privada de los medios de producción sino que se trata de un proceso paulatino en el cual no solo es necesario mejorar los medios de producción sino también el desarrollo correlativo de las aptitudes de las personas que manejan estos medios y afirma que la «gestión colectiva de la producción no puede correr a cargo de los hombres tales como lo son hoy, hombres que dependen cada cual de una rama determinada de la producción».
No obstante, según Marx, cuando se alcance la «fase superior de la sociedad comunista» se hace innecesario los residuos del derecho burgués y la ley del valor para basarse la economía en las necesidades:

En una fase superior de la sociedad comunista, cuando haya desaparecido la subordinación esclavizadora de los individuos a la división del trabajo, y con ella, el contraste entre el trabajo intelectual y el trabajo manual; cuando el trabajo no sea solamente un medio de vida, sino la primera necesidad vital; cuando, con el desarrollo de los individuos en todos sus aspectos, crezcan también las fuerzas productivas y corran a chorro lleno los manantiales de la riqueza colectiva, sólo entonces podrá rebasarse totalmente el estrecho horizonte del derecho burgués y la sociedad podrá escribir en sus banderas: ¡De cada cual, según sus capacidades; a cada cual según sus necesidades!
Karl Marx

Más adelante teóricos marxistas desarrollaron distintas visiones que hoy en día se suelen incluir como formas de socialismo de mercado. De estas existen tres modelos básicos: 1) la combinación de socialismo autogestionario con mecanismos de mercado en países como Yugoslavia y Checoslovaquia; 2) el desarrollo de un capitalismo de Estado como base para una economía socialista aplicado bajo la Nueva Política Económica de Lenin y las actuales economías de China y de Vietnam; 3) el modelo de Lange donde los planificadores centrales usan los mecanismos de mercado y la cibernética.

#### Modelo de Lange

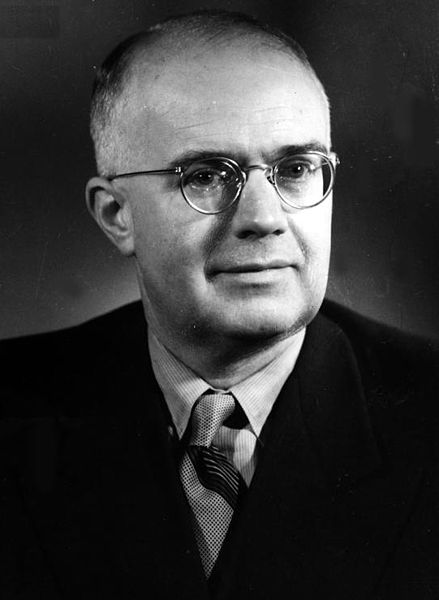
Oskar Lange, principal teórico del modelo de planificación socialista que lleva su nombre.

Durante el debate sobre el cálculo económico en el socialismo, Oskar Lange retoma el concepto desde un punto de vista que puede ser llamado neomarxista. En Teoría económica del socialismo (1937), Lange propuso el uso de mecanismos de mercado por parte de los planificadores centrales, específicamente, un sistema de ensayo y error para establecer precios y asignar recursos, lograr el equilibrio económico y la eficiencia de Pareto. Según el mismo Lange, la planificación tiene como objetivo «someter la acción de las leyes económicas y el desarrollo económico de la sociedad a la dirección de la voluntad humana».
En el modelo de Lange, se hace uso de la cibernética a través del uso de computadoras que realicen rápidamente ecuaciones matemáticas que permitan una óptima contabilidad económica. Los precios se guían por la ley de la oferta y la demanda, la cual determina el plan económico a ejecutar.
Por otra parte, en este modelo los medios de producción son propiedad del Estado, por tanto no hay mercado de bienes de capital; pero sí existe mercado de bienes de consumo y servicios laborales. Las preferencias de los consumidores por determinado bien de consumo indican qué hay que producir. Por el contrario, las necesidades de las empresas por determinado tipo personal de trabajo indican qué formación y especialización productiva requiere la población.

### Socialismo libertario de mercado

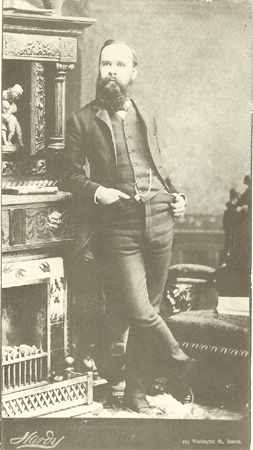
El anarquista Benjamin Tucker defendió una vía libremercadista radical para lograr el socialismo.

El socialismo libertario de mercado es una corriente del pensamiento libertario que defiende la realización socialismo a través de un mercado radicalmente libre. Esta filosofía ha girado principalmente alrededor de círculos mutualistas y anarcoindividualistas que apoyan la idea de un libre mercado anticapitalista. Si bien está muy ligado al anarquismo, también existen defensas desde el minarquismo.

#### Historia
Algunos socialistas ricardianos del siglo XIX como Thomas Hodgskin fueron defensores radicales de la filosofía laissez faire, ya que pensaban que en el entorno de un libre mercado estricto ausente de monopolios se acabaría con el predominio del capital sobre el trabajo, obteniendo así los trabajadores el producto completo de su labor. En el primer volumen de El capital, Karl Marx consideraría a Hodgskin como «uno de los más importantes economistas ingleses modernos». Por su parte, G. D. H. Cole describe a Hodgskin como un «anarquista filosófico siguiendo la tradición de William Godwin» quien espera una «sociedad individualista no gubernamental» pero que se diferencia «del individualismo puro por su fuerte defensa del sindicalismo».
Más tarde a través del francés Pierre-Joseph Proudhon se formaliza la filosofía una filosofía conocida como mutualismo la cual tiene gran acogida en Estados Unidos a través de William B. Greene, considerado el padre del mutualismo estadounidense. Por otro lado también en Estados Unidos Josiah Warren desarrolla independientemente una filosofía similar al mutualismo proudhoniano pero con una visión más individualista. Las tesis de Warren derivaron de una ruptura ideológica con el socialismo de Robert Owen, así que decidió aplicar sus tesis fundando colonias como Utopía y Tiempos Modernos, al igual que su proyecto de la Cincinnati Time Store siguiendo el principio del costo como límite del precio.
Esta interpretación fue continuada por teóricos anarcoindividualistas y mutualistas seguidores de Pierre-Joseph Proudhon y de Josiah Warren sobre todo alrededor del periódico anarquista Liberty fundado por Benjamin Tucker. Esta corriente también tuvo presencia en Libertas, la edición en alemán de Liberty la cual estuvo a cargo de la pareja George Schumm y Emma Schumm, así como también en el periódico anarquista australiano Honesty.
Otro defensor de una vía socialista promercado fue Franz Oppenheimer, quien influyó en su discípulo Ludwig Erhard, este último padre del milagro económico alemán. Igualmente estaría Silvio Gesell, desarrollador de la idea de la libre economía. Gesell llegaría a ser ministro de Economía de la efímera República Soviética de Baviera, inicialmente de orientación socialista libertaria hasta recibir tempranamente un golpe de Estado liderado por el marxista Eugen Leviné.
Por otra parte, en el mundo hispanohablante el economista anarquista español Abraham Guillén defendió también el libre mercado socialista. Guillén afirmaba que «una sociedad sin competencia es una sociedad sin incentivos».
El novelista estadounidense Robert Anton Wilson adhirió al «anarquismo mutualista-individualista de Proudhon, Josiah Warren, S.P. Andrews, Lysander Spooner y Benjamin Tucker», aunque más tarde optaría por una visión minarquista del socialismo de mercado.
Otro representante de esta corriente es Theodore Burczak cuyo objetivo «es desarrollar una concepción 'marxista libertaria' de socialismo, un socialismo comprometido con las formas de justicia procesal y distributiva que son centrales en la tradición marxista y un socialismo agudamente consciente de los problemas de conocimientos factuales y éticos enfatizados por [Friedrich] Hayek».
En la actualidad algunas de estas ideas fueron rescatadas y revisadas por el neomutualista Kevin Carson quien escribe para el Center for a Stateless Society, un think tank anarquista que agrupa a distintos sectores del denominado libertarismo de izquierda, corriente donde confluyen anarcoindividualistas promercado anticapitalistas, mutualistas, agoristas, rothbardianos de izquierda, liberales radicales, minarquistas de izquierda, georgistas, entre otros.

#### Métodos
Básicamente el anarquismo de mercado propone la abolición de varios monopolios estructurales amparados en una intervención sistemática por parte del Estado que impiden la socialización de la riqueza: el monopolio del dinero, el monopolio de la tierra, el monopolio de los aranceles o tarifas, y el monopolio de las patentes. En el siglo XXI Kevin Carson agregó un quinto monopolio a combatir dentro programa del anarquismo de mercado: el monopolio de los transportes. Así sería la descripción de cada monopolio:
1. Monopolio del dinero: consiste en el privilegio legal de ciertos individuos de controlar la emisión de dinero, con lo cual determinan los tipos de interés, precios de alquileres de casas y edificios e indirectamente los precios de bienes y mercancías en general. Con su abolición, más personas entrarían en el sector bancario disminuyendo competitivamente las tasas de interés hacia el costo de gestionar los bancos, permitiendo préstamos con mayor facilidad para emprender lo que se reflejaría en salarios más altos y menor dependencia de los trabajadores a los patrones.[28]
2. Monopolio de la tierra: restringe el acceso a tierras sin uso, lo cual incrementa las rentas de las mismas, impidiendo la competencia por personas dispuestas.[28]
3. Monopolio de los aranceles o tarifas: encarecen mercancías importadas, con lo cual se reduce el ingreso de los trabajadores al consumir, a la vez que incentivaba la formación de cárteles nacionales. No obstante, los anarquistas de mercado defienden primero liberar el dinero internamente antes que establecer libre comercio con otras naciones porque en ese caso se concentraría más el capital extranjero, habría sobreimportación y disminuirían más las posibilidades de los trabajadores de dictar las condiciones de su trabajo.[28]
4. Monopolio de patentes y derechos de autor: consiste en la protección contra la competencia en las innovaciones, con lo cual aumenta el precio de las mercancías y disminuyen los salarios.[28]
5. Monopolio de los transportes: es el privilegio que otorga el Estado a las empresas más grandes al socializar sobre los contribuyentes los costos en la realización y mantenimiento de calles, avenidas, autopistas, trenes, ferrocarriles, puertos, entre otros.[44][43] Al internalizar los costos, las grandes empresas enfrentarían deseconomías de escala favoreciendo la proliferación de pequeñas empresas.[45]

Por otra parte, algunos anarquistas de mercado como Dyer Lum proponen combinar la lucha por el libre mercado con anarcosindicalismo y otros como Abraham Guillén incluso favorecieron la guerra de guerrillas y la evolución del socialismo de libre mercado hacia el anarcocomunismo.
En su libro What Is Mutualism? Clarence Lee Swartz propuso distintos métodos para lograr el ideal mutualista, entre ellos: ignorar leyes promoviendo la sustitución de instituciones autoritarias por voluntarias, resistencia pasiva incluyendo okupación de tierras, evasión fiscal, emprendimiento cooperativo, creación de bancos mutualistas.

### Democracia económica
El filósofo y matemático David Schweickart propone un modelo de socialismo de mercado denominado democracia económica. Las ideas de Schweickart se basan en los siguientes lineamientos:
- El mercado de bienes y servicios como una forma de democracia a través de las elecciones de los consumidores
- Democratización autogestionaria del lugar de trabajo
- Inversiones planificadas de forma democrática
- Banca estatal orientada a la formación de cooperativas
- Competencia sana

### Otras filosofías cercanas
Diversos autores como Fernand Braudel, Immanuel Wallerstein y Samuel Edward Konkin III han argumentado que en realidad el libre mercado se opone al capitalismo, describiendo al capitalismo como un régimen económico estatista.
Por ejemplo, Wallerstein, siguiendo a Braduel, señala así al mercado totalmente libre:

Una de las razones por las cuales no es una realidad cotidiana es que un mercado totalmente libre, si alguna vez existiera, haría imposible la acumulación interminable de capital. Esto puede parecer una paradoja, porque seguramente es cierto que el capitalismo no puede funcionar sin mercados, y también es cierto que los capitalistas dicen regularmente que favorecen los mercados libres. Pero los capitalistas de hecho no necesitan mercados totalmente libres, sino mercados que son parcialmente libres.
Immanuel Wallerstein

Por su parte, Konkin, padre del agorismo, consideraba al capitalismo como sistema donde los capitalistas controlaban al Estado, y que era por tanto contrario a la anarquía de mercado.

## Aplicación
Históricamente han existido varias interpretaciones de socialismo de mercado aplicadas a distintas realidades económicas.

### Unión Soviética

#### Nueva Política Económica
El término también ha sido empleado para aludir a los intentos de la economía soviética para introducir elementos de mercado en el sistema económico. Más concretamente, sería el primer intento durante los años 20 de aplicar la Nueva Política Económica (NEP) en la URSS, abandonada luego por Stalin con los planes quinquenales.
Ante las críticas de los comunistas de izquierda, Lenin defendió el «capitalismo de Estado» como una etapa transición que representa la «preparación material más completa para el socialismo» y aseguró que «el socialismo es inconcebible sin la gran técnica capitalista basada en la última palabra de la ciencia moderna». En consecuencia, Lenin afirmó que «no somos lo suficientemente civilizados como para ir directamente al socialismo».
Bajo esta política se permitió cierto grado de libertad de mercado y se implementó tanto un capitalismo privado regulado como empresas estatales con fines lucrativos. Aunque el Estado proletario regularía la economía, Lenin indicaba que los sindicatos debían defender los intereses de clase contra el capital privado y estatal.
En este sentido Lenin diferenció dos formas de capitalismo de Estado:

El capitalismo de Estado en una sociedad en la que el poder pertenece al capital y el capitalismo de Estado en un Estado proletario son dos conceptos distintos. En un Estado capitalista, el capitalismo de Estado significa que es reconocido y controlado por el Estado en beneficio de la burguesía y contra el proletariado. En el Estado proletario se hace eso mismo en beneficio de la clase obrera con el fin de mantenernos frente a la burguesía, todavía fuerte, y combatirla.
Lenin

Asimismo, Lenin promovió la creación de sociedades mixtas «en las que una parte del capital pertenece a capitalistas privados -por cierto, extranjeros- y la otra parte nos pertenece a nosotros» defendiendo esta estrategia dijo que «de esa manera aprendemos a comerciar, cosa que nos hace mucha falta».
Sin embargo, el mismo Lenin reconocía que no era una medida precisamente anticapitalista sino lo contrario, pero la defendía de la siguiente manera:

Reconocemos con toda franqueza y no ocultamos que, en el sistema del capitalismo de Estado, el arrendamiento de empresas en régimen de concesión implica un tributo al capitalismo. Pero ganaremos tiempo, y ganar tiempo significa ganarlo todo, sobre todo en una época de equilibrio, cuando nuestro nuestros camaradas del extranjero preparan a fondo su revolución. Y cuanto más a fondo la preparen, más segura será la victoria. Pero, mientras tanto, tendremos que pagar un tributo
Lenin

En este sentido, Lenin consideraba que el desarrollo y el aprendizaje de la clase obrera ayudaría a construir el socialismo:

Cuando la clase obrera haya aprendido a defender el sistema estatal contra la anarquía del pequeño propietario, cuando haya aprendido a organizar la gran producción en escala nacional, tomando como base los principios del capitalismo de Estado, tendrá en sus manos –perdonen la expresión– todos los triunfos, y la consolidación del socialismo estará asegurada
Lenin

Pero en uno de sus últimos escritos, Sobre la cooperación (1923), Lenin pensaba que no se había puesto mucha atención al cooperativismo. Además, según Lenin, gracias a la NEP, el cooperativismo había adquirido «una importancia en verdad extraordinaria» ya que habían encontrado «el grado de conjugación de los intereses privados, de los intereses comerciales privados, con los intereses generales». Sin embargo, Lenin dividía al cooperativismo en dos tipos: uno fantasioso que no comprende la lucha política del proletariado por acabar con el dominio burgués y el cooperativismo bajo la consolidación de un Estado proletario.
Más adelante, Stalin eliminaría la NEP con la introducción de los planes quinquenales. No obstante, durante el primer plan quinquenal (1928 y 1932) se realizó un proyecto secreto de inversión extranjera privada con empresas destacadas de Estados Unidos que asesoraron al Gobierno soviético en materia de construcción industrial, lo cual sirvió de aprendizaje para los técnicos soviéticos. Pero ya para el segundo plan la economía estaría totalmente estatizada.

#### Perestroika

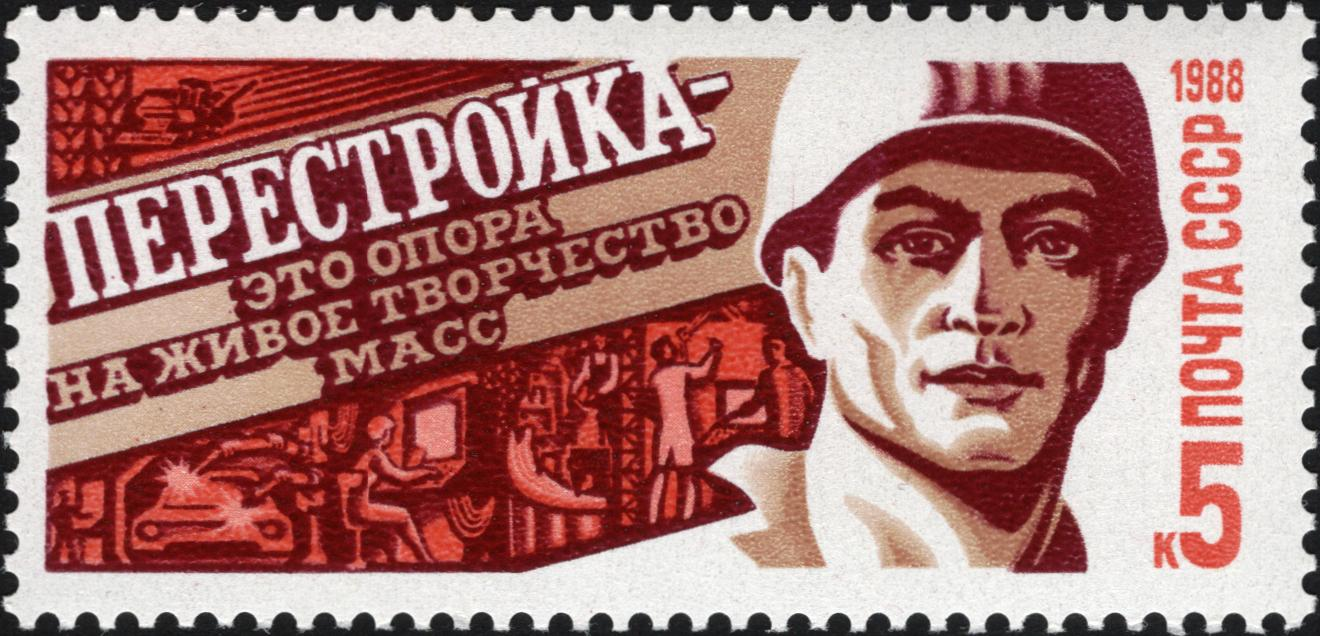
Sello postal de 1988 promocionando la Perestroika.

La política económica de Mijaíl Gorbachov, denominada Perestroika, incluía, entre otras objetivos, dar más autonomía a las empresas estatales y también convertir empresas estatales en cooperativas autogestionadas.

### China

#### Socialismo con características chinas

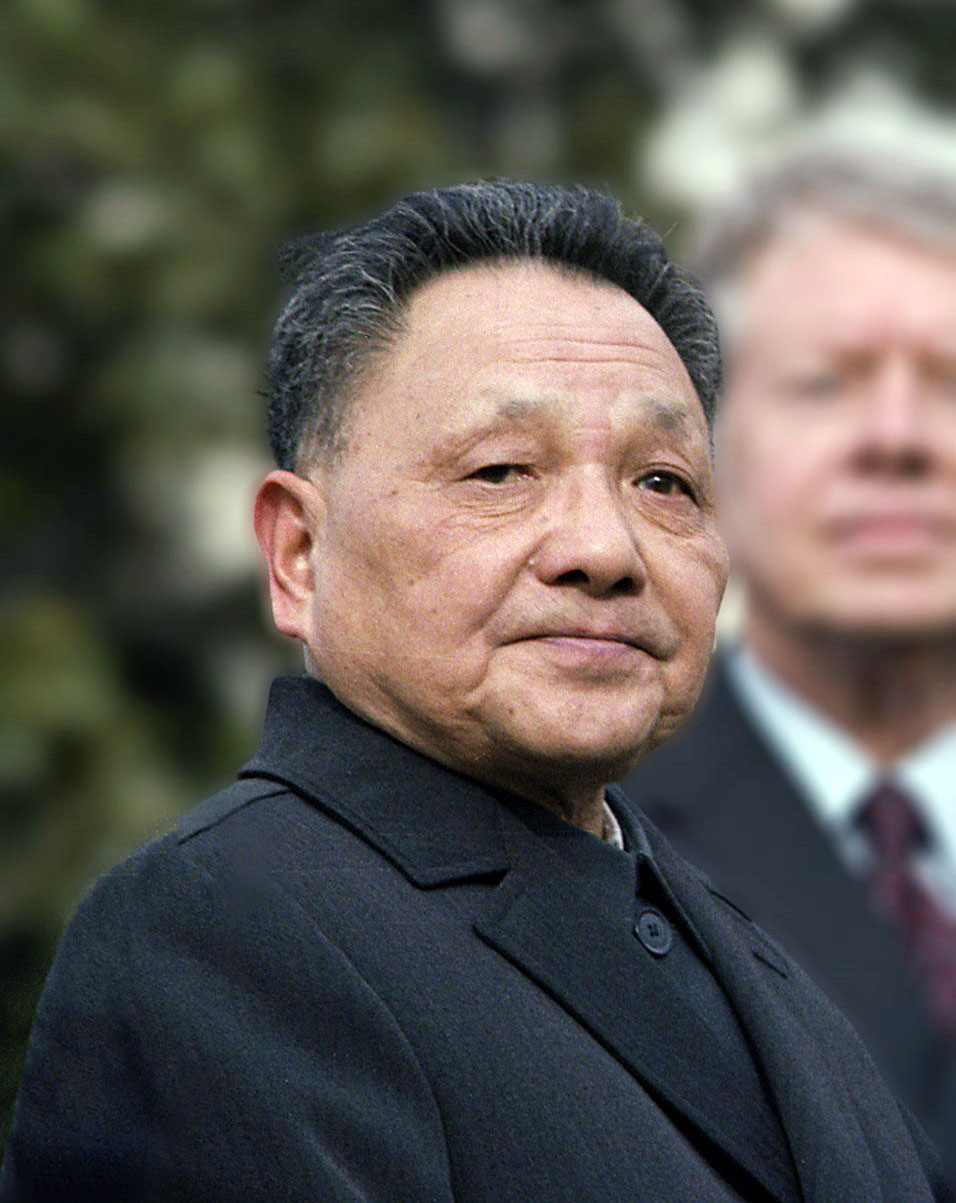
Desde la época de Deng Xiaoping China busca desarrollar el socialismo con características chinas.

El sistema introducido en la República Popular China por Deng Xiaoping a finales de los años 70 (1978) han evolucionado a lo que muchos economistas denominan «economía de mercado socialista». La base teórica de este sistema es llamado «socialismo con características chinas». Este término deriva adherir al marxismo y adaptarlo a las realidades chinas, basándose en el principio maoísta de «buscar la verdad desde los hechos».
De este modo Deng señala que observaron que se había heredado de la vieja China una economía arruinada con prácticamente ninguna industria, siendo todavía una sociedad semicolonial y semifeudal; además, se dieron cuenta de que en los inicios de la República Popular China no se le prestó demasiada atención a algo muy importante dentro del marxismo que es el desarrollo de las fuerzas productivas.
En este sentido China se encuentra oficialmente en la llamada «etapa primaria del socialismo», la cual se centra en el desarrollo de las fuerzas productivas encaminada primero hacia el principio de la distribución según el aporte de cada persona y finalmente gracias a una abundancia de riqueza material alcanzar el principio comunista «de cada cual según sus capacidades, a cada cual según sus necesidades».
Por otra parte, para Deng, la planificación y las fuerzas del mercado no son la diferencia esencial entre el socialismo y el capitalismo, porque también hay planificación en el capitalismo, sino que ambas son formas de controlar la actividad económica.
El actual presidente de China, Xi Jinping, se ha manifestado contrario al proteccionismo económico y a favor de equilibrar la globalización para «hacerla más incluyente y equitativa». De igual manera llamó a estudiar al sistema capitalista actual a la vez que dijo que su partido debe desarrollar todavía más el socialismo con características chinas y no debe abandonar el marxismo porque si es así el partido perdería «su alma y dirección», además de calificar al marxismo como «irreemplazable» para «comprender y transformar el mundo».
Vietnam y Laos en la actualidad también se describen a sí mismos como sistemas de economías de mercado socialista.

### Vietnam
En Vietnam el modelo se denomina economía de mercado orientada al socialismo. Se caracteriza por ser una economía de mercado multisectorial donde el Estado juega un rol decisivo en dirigir el desarrollo económico, y con el eventual objetivo a largo plazo de desarrollar el socialismo.
Este modelo es producto de las reformas económicas de Đổi mới que iniciaron en 1986, las cuales llevaron al reemplazo de la economía centralmente planificada que existía con una economía mixta basada en el mercado con una fuerte industria de propiedad estatal. A diferencia del modelo chino, el sector privado ha jugado un rol comparativamente menor en el modelo vietnamita.
Los sectores económicos oficialmente legales son cinco: estatal, colectivo, individual, capitalista privado y capitalista de Estado.
El mayor objetivo de este modelo es desarrollar las fuerzas productivas y la economía para construir una base técnica y material sólida para el socialismo y mejorar el bienestar de las personas.

### Yugoslavia

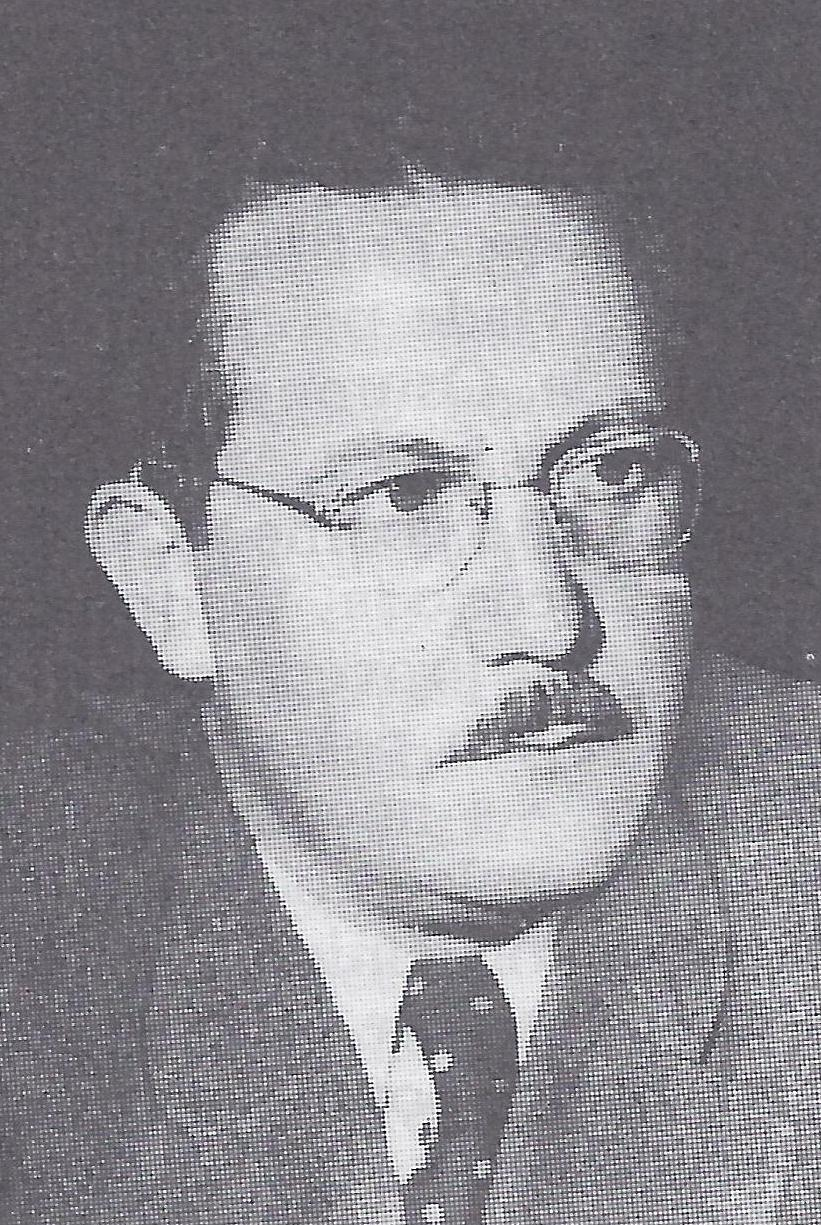
Edvard Kardelj, considerado el principal creador teórico del modelo socialista yugoslavo.

En la Yugoslavia de Josip Broz Tito se desarrolló un modelo de socialismo autogestionario. Este modelo económico tuvo su fundamento ideológico en teóricos como Edvard Kardelj, Milovan Đilas y Boris Kidrič.
La construcción del modelo en parte se vio favorecida por el distanciamiento paulatino con respecto a la Unión Soviética, el cual empezó con el mismo origen de la victoria del movimiento comunista yugoslavo gracias a la lucha popular y no tanto al respaldo del Ejército Rojo como en otros países de Europa del Este.
Los teóricos marxistas yugoslavos denunciaron el modelo soviético como un capitalismo de Estado en el cual una casta burocrática explotaba a la clase trabajadora, por lo cual defendieron un modelo que enfatizara el fin marxista de la «extinción del Estado» y la creación de una sociedad como «asociación libre de productores», lo cual igualmente incluyó una descentralización política dentro del sistema de partido único.
Igualmente se concedió más autonomía a las empresas a través de su autogestión por parte de los trabajadores participando igualmente en un mercado más competitivo donde se recompensara la eficiencia y la productividad, a la vez que la integración a mercados mundiales facilitó también los intercambios culturales como se evidenció en la filosofía de la Escuela de la praxis, la ola negra del cine yugoslavo, así como en distintos tipos de artistas.
Por su parte, el liberal Murray Rothbard afirmó que el modelo de socialismo autogestionario de la Yugoslavia de Josip Broz Tito mostraba virtualmente cómo debería desestatizarse una economía desde el principio lockeano de la apropiación original ya que los trabajadores básicamente ejercían control de la empresa con la cual mezclaban su trabajo; siendo así la propiedad para sus trabajadores parte de la base rothbardiana para una legítima desestatización.
Posteriormente, elementos del socialismo de mercado fueron introducidos también en Hungría, Checoslovaquia.

### Checoslovaquia
Durante los años sesenta, Checoslovaquia experimentó un proceso de desestalinización, bastante tardío en comparación con otros países del bloque del Este. En este período el país paulatina pero progresivamente encaró una serie de cambios que desembocaron finalmente en el programa del socialismo con rostro humano anunciado por Alexander Dubček en enero de 1968 y el fenómeno social, político, económico y cultural de la Primavera de Praga.
En el aspecto económico desde 1965 se estaban ejecutando una serie de reformas económicas lideradas por el economista Ota Šik que llevaban el nombre de «Nuevo Modelo Económico». Estas reformas estaban encaminadas a limitar la planificación centralizada y aumentar el rol de los mecanismos de mercado en el desarrollo del socialismo checoslavaco. Por otra parte, en 1966 se crea una comisión estatal de gestión y organización con el fin de darle mayor importancia a la participación de los trabajadores.
Con la aprobación del programa del socialismo con rostro humano se empieza a materializar la autogestión de los trabajadores en consejos de empresa, estallando huelgas contra la incompetencia de la vieja dirigencia empresarial. En un principio bajo fórmulas cogestionarias, pero los sindicatos con el apoyo de los estudiantes exigen mayor autonomía que tiende a sobrepasar las líneas del partido.
Más tarde, el movimiento por la autogestión de los trabajadores se aceleró y politizó en agosto de 1968 con la invasión de Checoslovaquia por el Pacto de Varsovia que pretendía acabar con la Primavera de Praga, incrementando progresivamente la cantidad de consejos de trabajadores llegando a involucrar a más de un millón de trabajadores en el verano de 1969. Posteriormente poco a poco el Gobierno fue disolviendo la autonomía sindical y variedad de reformas que se estaban ejecutando.

### Cuba
Desde los últimos años Cuba ha experimentado la política de «actualización del modelo socialista cubano». Entre los cambios están mayor autonomía en la gestión de las empresas estatales, mayor apertura a la inversión extranjera, reconocimiento del papel del mercado y de nuevos tipos de propiedad incluyendo la privada.
Sin embargo, Cuba «mantiene como principios esenciales la propiedad socialista de todo el pueblo sobre los medios fundamentales de producción y la planificación como componente principal de dirección».
Por su parte, José Luis Rodríguez García, ministro de Economía de Cuba entre 1995 y 2009, ha rechazado que en Cuba se esté intentando implantar un socialismo de mercado. Sin embargo, aunque considera que las relaciones de mercado seguirán existiendo de acuerdo con el grado de desarrollo de la economía, afirma que estas deben ser monitorizadas y controladas. De igual manera advierte que el mercado actúa de manera contradictoria con el socialismo, por lo que hay que compensar sus efectos nocivos.

### Israel

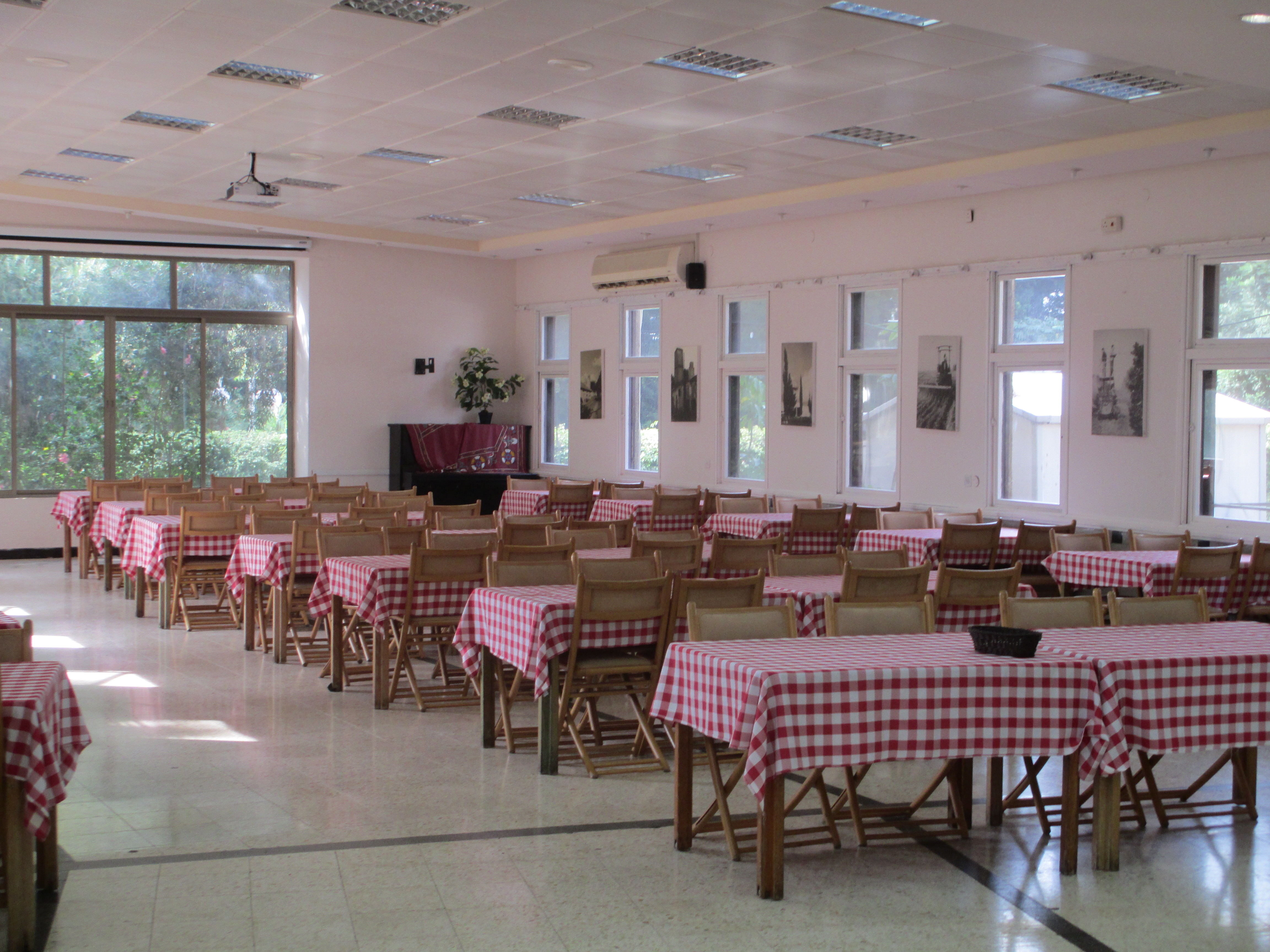
Comedor de un kibutz.

Dentro del sionismo socialista los kibutz, que son comunas agrícolas israelíes, han sido claves para esta ideología y durante la formación inicial del Estado de Israel. Aunque no intencionalmente, estas comunas se han enmarcado dentro de una economía de mercado que ha influido a lo largo del tiempo en cambios de sus estructuras internas con respecto a kibutz más tradicionales.

### Baviera
El economista Silvio Gesell, desarrollador de la idea de la libre economía —una filosofía de libre mercado anticapitalista—, llegaría a ser ministro de Economía de la efímera República Soviética de Baviera. Inicialmente Baviera fue de orientación socialista libertaria hasta recibir tempranamente un golpe de Estado liderado por el marxista Eugen Leviné.

## Críticas
En su libro Against the market («Contra el mercado») el canadiense David McNally, un socialista partidario de la abolición del mercado, responsabilizó de la crisis y el colapso del modelo de socialismo de mercado no al control obrero sino a la persistencia del mercado.
Sin embargo, desde el liberalismo se argumenta que los problemas económicos más profundos de la extinta Yugoslavia provenían de las regulaciones y la intervención inherentes al dirigismo de un Estado socialista.
Por su parte James Robertson señala que debido a la presión del mercado competitivo la autogestión en el modelo yugoslavo tendía a concentrarse en manos de los trabajadores más especializados, generando cierta desigualdad con respecto a otros trabajadores.